# Corvelle (Pastoriza)
Corvelle (llamada oficialmente San Martiño de Corvelle) es una parroquia española del municipio de Pastoriza, en la provincia de Lugo, Galicia.

## Organización territorial
La parroquia está formada por doce entidades de población:
- Albán (Albán)
- As Rivas (As Ribas)
- Bouzas
- Castro dos Freires (O Castro dos Freires)
- Fontefria (O Fontefreixo)
- Lamela (A Lamela)
- Montecelo
- Paradel (O Parañel)
- Paraxuas (Os Paraxuás)
- Pidre
- Ramelle
- Rebolada (A Rebolada)

## Demografía
| Gráfica de evolución demográfica de Corvelle entre 2000 y 2020 |
|                                                                |
| Datos según el nomenclátor publicado por el INE.               |